# MaDFroG

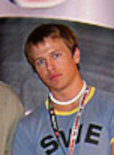
MaDFroG (Фредрик Юханссон) в 2004 году

Фредрик Юханссон (род. 26 сентября 1984), также известный под ником «MaDFroG» — профессиональный шведский киберспортсмен, игрок в Warcraft III. Один из лучших игроков за нежить, внёсший большой вклад в развитие игры этой расой, запомнившийся отличным использование гаргулий в игре против ночных эльфов. Один из героев документального фильма «Больше, чем игра».

## Карьера

### Раннее признание
Талант Фредрика в соревнованиях по RTS-стратегиям становится замеченным в раннем возрасте, когда в 2001 году он занимает третье место по игре StarCraft: Brood War на первом чемпионате мира World Cyber Games в составе сборной Швеции.
В 2003 году выходит игра WarCraft III: Reign of Chaos, и талантливый молодой игрок приглашается в состав команды SK Gaming. Отличные результаты в онлайн-соревнованиях, среди которых второе место в турнире Electronic Sports World Cup 2003 года, позволяют ему принять участие в проходящих в Южной Корее соревнованиях, организованных Intel Korea.

### Выступления в Южной Корее
Время, проведённое в считавшемся «меккой» профессионального киберспорта Сеуле, не проходит для Фредрика даром. Он улучшает свою игру и занимает третье место на турнире Kbk Jeju Tournament. Однако, в отличие от своих партнёров по команде, вернувшихся из Кореи в конце 2003 года, Юханссон решает остаться в стране. Через несколько месяцев он побеждает на престижном турнире по WarCraft III: The Frozen Throne Blizzard Worldwide Invitational и зарабатывает 25 000$. Победа становится подтверждением статуса лучшего западного игрока, а также одного из сильнейших игроков, выступающих в Корее. За этим следует приглашение в профессиональную корейскую команду Sonokong/Frienz, которое принимается игроком. Новыми партнёрами по команде становятся наиболее успешные игроки того времени в WarCraft III.

### Возвращение в Швецию
После одиннадцати месяцев пребывания в Сеуле Юханссон возвращается в Швецию и присоединяется к бывшей команде SK Gaming. Он представляет свою страну на турнире Electronic Sports World Cup и вновь занимает второе место, проиграв в финале корейцу Даэ Хуй Чо. Тем не менее, Фредрик награждается званием игрока 2004 года по версии экспертов ESports Award.
Впоследствии мотивация игрока снижается, и в 2005 году он завершает киберспортивную карьеру. В 2007 году Юханнссон возобновляет участие в соревнованиях по Warcraft III в качестве любителя.

### StarCraft II
С момента выхода игры StarCraft II: Wings of Liberty, Юханссон часто играет на европейских ладдерах, а также в нескольких турнирах, включая Inferno Cup и шоу-матч против другого топового игрока «TheLittleOne» из команды TeamLiquid на турнире 2010 European Warcraft 3 Invitational. После этого Фредрик заявляет о желании продолжать выступления и приглашается для участия в турнире Intel Extreme Masters Global Challenge 2010 в Кёльне. Вскоре Юханссон подписывает контракт с SK Gaming в качестве игрока в StarCraft II, однако в 2011 году контракт не продлевается.

## Призовые
За свою профессиональную карьеру заработал более 36 тысяч долларов:
- 2003 год — 5000$
- 2004 год — 31000$
- 2005 год — 500$

## Достижения
2003 год
- ESWC 2003 Grand Final (Франция, Пуатье) — 5000$

2004 год
- Blizzard Worldwide Invitational 2004 (Южная Корея, Сеул) — 25000$
- ESWC 2004 Grand Final (Франция, Пуатье) — 6000$